# Without You (песня Давида Гетта)
«Without You» — песня французского диджея Давида Гетта, была записана при участии американского певца Ашера. Она была выпущена в качестве третьего сингла для пятого студийного альбома Гетта, Nothing but the Beat,  22 Октября 2011 в цифровом формате. Песня была написана Ашером, Тайо Крусом, Рико Лавом, Давид Гетта, Маттиасом Бэллом, Джиорджио Туинфортом, Фредерик Ристерером, и была продюсированна Гетта, Туинфортом, Ристерером и Блэком Роувом.
Песня заняла 4 место в Billboard Hot 100, став третьей в топ десятке Гетта, после «Club Can't Handle Me» (2010) и «Sexy Bitch» (2009), а также достигла вершины в американских клубах.

## История создания
Гетта сообщил журналу Billboard «Это самая масштабная песня, которую я сделал в своей жизни.» И добавил: «Мы разговаривали по поводу сессии, в то время как Ашер сказал: «Мне нужна эта песня для моего альбома.» Я ответил:«Мне очень жаль, я не могу дать тебе эту песню.» Через некоторое время он [Ашер] перезвонил мне и сдался». Давид рассказал MTV News, почему он выбрал Ашера в качестве исполнителя в этой песни. «Это просто абсолютно эмоционально», — сказал Давид. «Сама песня представляет из себя балладу, которая находится на фоне сумасшедшего танцевального бита. Ашер идеально подходит для песни, потому что он известен своими балладами. Он удивительный танцор, и я чувствовал, что он [Ашер] был искренним. Это то, что мне нужно.» Ашер в интервью MTV News: «Я думаю, что мир хотел запись в этом роде. Эта [песня] действительно отражает мой путь, на котором я был в течение последних трёх лет. Путешествуя по всему миру, замечаешь, что музыка звучит по-разному. Там много разных жанров, и когда вы слушаете R&B, поп и хаус, а также электро жанры, которые сливаются вместе, Вы начинает понимать, что вот она — настоящая музыка».

## Музыка и текст песни
«Without You» была написана Давидом Гетта, Ашером, Джиорджио Туинфортом, Фредерик Ристерером, Рико Лавом и Тайо Крус, а также спродюсирована Гетта, Джиорджио Туинфортом и Фредерик Ристерером. Песня начинается с Ашера, от которого постепенно переходит в бушующий танцевальный ритм. Билли Лэмб похвалил его, назвав «возбуждающей». «Эта песня поднимает тяжелую тему: Жизнь без человека, который значит для вас многое, невозможна.» Эми Сиарретто из Pop Crush писал: «Это музыкальное произведение заставляет нас танцевать. Песня Мадонны Ray of Light похожа на эту песню. Но это вовсе не означает, что «Without You» звучит как «Ray of Light». Она просто разделяет энергию «солнечного луча».

## Оценка критиков
Песня начинается с Ашера, от которого постепенно переходит в бушующий танцевальный ритм. Это интересно, но потом, когда в песне прекращается баллада и начинается бит, кажется, что она [песня] теряет большую часть импульса, который был в самом начале. Лирика «Without You» не является достаточно сильной. Можно было держать нас на начале этой песни. Это в основном повторяет известную формулировку, что жизнь не забава, описывается [жизнь] не конкретного человека. Большой заслугой в написании этой песни является текст Тайо Круса.

Американский певец Ашер во время исполнения песни «Without You»

Песня получила различные отзывы от большинства музыкальных критиков. Билл Лэмб из About.com оценил её в три звезды (из пяти возможных), оценивая «красивый вокал Ашера» и «захватывающее начало песни», видя, что «она никогда не достигает удовлетворяющей кульминации». Критик Агнец отметил: «Перемещение вперед и назад между балладой и битом означает, что песня „Without You“ не приносит истинного наслаждения. Она не оправдала ожидания». В более благоприятной рецензии Эми Сиарретто из Pop Crush всё выглядит иначе: «Песня имеет энергию солнечного света. Эта песня достойна для того, чтобы её послушали. Лёгкий танцевальный ритм унесёт вас на вершину всех ваших желаний».

## Музыкальное видео
Видео было снято в конце июля 2011 на пляже в Португалии. Полное видео на песню «Without You» было выпущено 14 октября 2011 года. Оно показывает различные места в Таиланде, США, Бразилии и Южной Африке, и др. Дрейф начинает происходить со всех сторон на разных континентах и объединяет всех людей в одну большую вечеринку. Видео также имеет сцены с Ашером в Рио-де-Жанейро на фоне пляжа.

## Список композиций
- Цифровая версия[9] / CD макси версия песни[10]

1. «Without You» (Extended) — 5:08
2. «Without You» (Nicky Romero Remix) — 5:49
3. «Without You» (R3hab’s XS Remix) — 5:47
4. «Without You» (Armin van Buuren Remix) — 7:04
5. «Without You» (Radio Edit) — 3:28

- CD версия песни[11]

1. «Without You» (Original Version) — 3:28
2. «Without You» (Nicky Romero Remix) — 5:48

- Макси винильная версия песни[12]

1. «Without You» (Nicky Romero Remix) — 5:49
2. «Without You» (Extended) — 5:08
3. «Without You» (Armin van Buuren Remix) — 7:04
4. «Without You» (R3hab’s XS Remix) — 5:47

- LNT Ремикс[13]

1. «Without You» (LNT Remix) — 6:02

## Обработка и участники
Запись
- Дополнительно продюсировано, миксовано и обработано в Test Pressing Studio, Неаполь, Италия
- Вокал был обработан в The Mix Room в Oasis Mastering, Бербанк, Калифорния

Участники
- Ашер — автор текста
- Тайо Крус — автор текста
- Рико Лав — автор текста
- Давид Гетта — композитор, продюсер
- Маттиас Бэлл — автор текста[2]
- Джиорджио Туинфорт — автор текста, продюсер
- Фредерик Ристерер — автор текста, продюсер
- Блэк Роу — дополнительный продюсер, сведения, обработка
- Марк «Exit» Гудчайлд — вокальная обработка
- Кевин Хиссинк — гитара

## Чарты и сертификаты
| Чарты (2011)                       | Высшее место |
| ---------------------------------- | ------------ |
| Австралия (ARIA)                   | 6            |
| Австрия (Ö3 Austria Top 40)        | 5            |
| Бельгия/Фландрия (Ultratop 50)     | 5            |
| Бельгия/Валлония (Ultratop 50)     | 5            |
| Canadian Hot 100                   | 3            |
| Чехия (Rádio — Top 100)            | 22           |
| Дания (Tracklisten)                | 7            |
| Франция (SNEP)                     | 6            |
| Media Control AG                   | 7            |
| Венгрия (Dance Top 40)             | 19           |
| Венгрия (Rádiós Top 40)            | 3            |
| Ирландия (IRMA)                    | 10           |
| Италия (FIMI)                      | 2            |
| Нидерланды (Dutch Top 40)          | 6            |
| Новая Зеландия (Recorded Music NZ) | 5            |
| Норвегия (VG-lista)                | 7            |
| Polish Airplay Chart               | 5            |
| Шотландия (OCC Scotland)           | 4            |
| Словакия (Rádio — Top 100)         | 14           |
| Испания (PROMUSICAE)               | 21           |
| Швеция (Sverigetopplistan)         | 5            |
| Швейцария (Schweizer Hitparade)    | 3            |
| Великобритания (OCC UK Dance)      | 1            |
| Великобритания (OCC UK Singles)    | 6            |
| ФДР TOP 40                         | 18           |
| Billboard Hot 100                  | 4            |
| Adult Pop Songs (Billboard)        | 15           |
| Hot Dance Club Songs (Billboard)   | 3            |
| Pop Songs (Billboard)              | 1            |

| Чарты (2012)                | Высшее место |
| --------------------------- | ------------ |
| Latin Pop Songs (Billboard) | 14           |

| Чарты (2011)           | Позиция |
| ---------------------- | ------- |
| Austrian Singles Chart | 57      |
| Swiss Singles Chart    | 43      |
| US Billboard Hot 100   | 73      |

## История релиза
| Страна         | Дата             | Формат                   |
| -------------- | ---------------- | ------------------------ |
| США            | 27 сентября 2011 | Современное радио        |
| Австралия      | 21 октября 2011  | Цифровой EP              |
| Австрия        | 21 октября 2011  | Цифровой EP              |
| Бельгия        | 21 октября 2011  | Цифровой EP              |
| Дания          | 21 октября 2011  | Цифровой EP              |
| Финляндия      | 21 октября 2011  | Цифровой EP              |
| Франция        | 21 октября 2011  | Цифровой EP              |
| Германия       | 21 октября 2011  | Цифровой EP              |
| Греция         | 21 октября 2011  | Цифровой EP              |
| Ираландия      | 21 октября 2011  | Цифровой EP              |
| Италия         | 21 октября 2011  | Цифровой EP              |
| Япония         | 21 октября 2011  | Цифровой EP              |
| Люксембург     | 21 октября 2011  | Цифровой EP              |
| Нидерланды     | 21 октября 2011  | Цифровой EP              |
| Новая Зеландия | 21 октября 2011  | Цифровой EP              |
| Норвегия       | 21 октября 2011  | Цифровой EP              |
| Португалия     | 21 октября 2011  | Цифровой EP              |
| Швеция         | 21 октября 2011  | Цифровой EP              |
| Швейцария      | 21 октября 2011  | Цифровой EP              |
| Великобритания | 23 октября 2011  | Цифровой EP              |
| Германия       | 4 ноября 2011    | CD версия песни          |
| США            | 8 ноября 2011    | Hot AC радио             |
| Великобритания | 15 ноября 2011   | CD версия песни          |
| США            | 15 ноября 2011   | Цифровая версия — Ремикс |